# جيمس ألين (لاعب كريكت)
جيمس ألين (4 نوفمبر 1881 في المملكة المتحدة - 4 أبريل 1958 في المملكة المتحدة) (بالإنجليزية: James Allen)‏ هو لاعب كريكت بريطاني (وحمل سابقاً جنسية المملكة المتحدة لبريطانيا العظمى وأيرلندا). لعب مع نادي مقاطعة نورثامبتونشير للكريكت ‏.